# Юрдбру
Юрдбру (на шведски: Jordbro) е град в лен Стокхолм, източната част на централна Швеция, община Ханинге. Намира се на около 25 km на югоизток от централната част на Стокхолм. Юрдбру е предградие (град-сателит) на Стокхолм. Има жп гара. Населението на града е 10 291 жители според данни от преброяването през 2010 г.